# Jan Henryk Bartsch
Jan Henryk Bartsch deutsch: Johann Heinrich von Bartsch († 1718 in Kamjanez-Podilskyj) war ein polnischer Generalmajor.

## Leben
Bartsch war Angehöriger des preußisch-polnischen Adelsgeschlecht Bartsch von Demuth.
Er diente als Offizier in der polnischen Kronarmee. Vom Jahr 1700 bis 1714 war er Kommandant der Festung der heiligen Dreifaltigkeit in Okopy Świętej Trójcy. Bei Antritt seiner Funktion als Festungskommandant war er Oberstleutnant, avancierte aber 1707 zum Oberst bei der Infanterie von Hetman Adam Mikołaj Sieniawski. Er war sehr engagiert, bezahlte mehrfach den Sold seiner Besatzung und Befestigungsarbeiten aus eigener Tasche. Er wurde 1710 Brigadier „cum Inspectione“ beim Generalstab. Seine Beförderung zum Generalmajor erfolgte am 18. Juni 1711. Bartsch wurde 1714 als Nachfolger von Christoph von Rappe Kommandant der bedeutenden Festung in Kamjanez-Podilskyj.
Aus seiner Korrespondenz geht hervor, dass er die polnische Sprache sehr gut beherrschte.
Aus seiner Ehe mit Katarzyna Gruszecka gingen die vier Kinder Wawrzyniec (Laurentius), Franciszek (Franziskus), 1719 Major bei der Infanterie der Kronarmee,  Marek (Markus) und Urszula (Ursula) hervor.